# Pedicularis portenschlagii
Pedicularis portenschlagii är en snyltrotsväxtart som beskrevs av Sauter och Reichenb.. Pedicularis portenschlagii ingår i släktet spiror, och familjen snyltrotsväxter. Inga underarter finns listade i Catalogue of Life.

## Bildgalleri

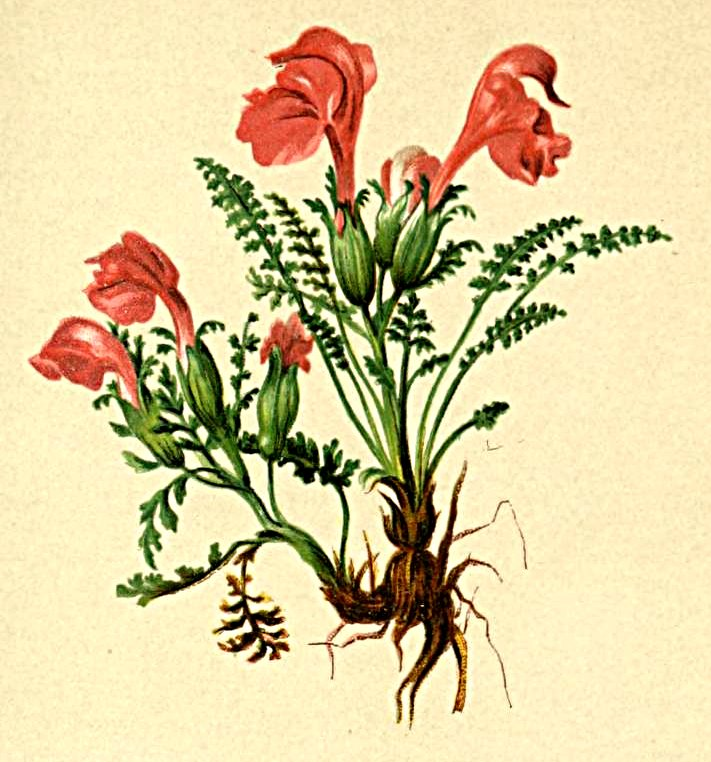
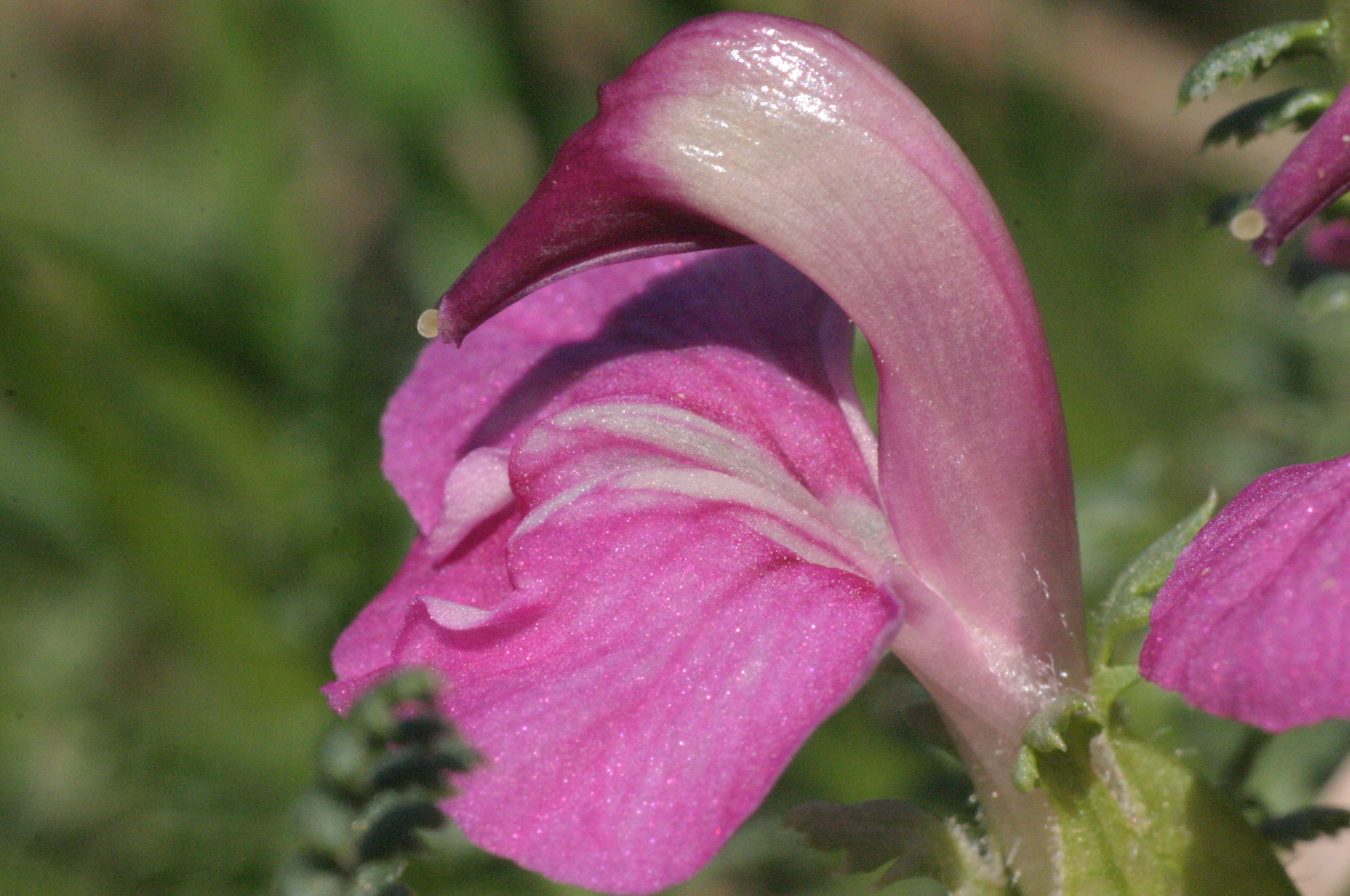
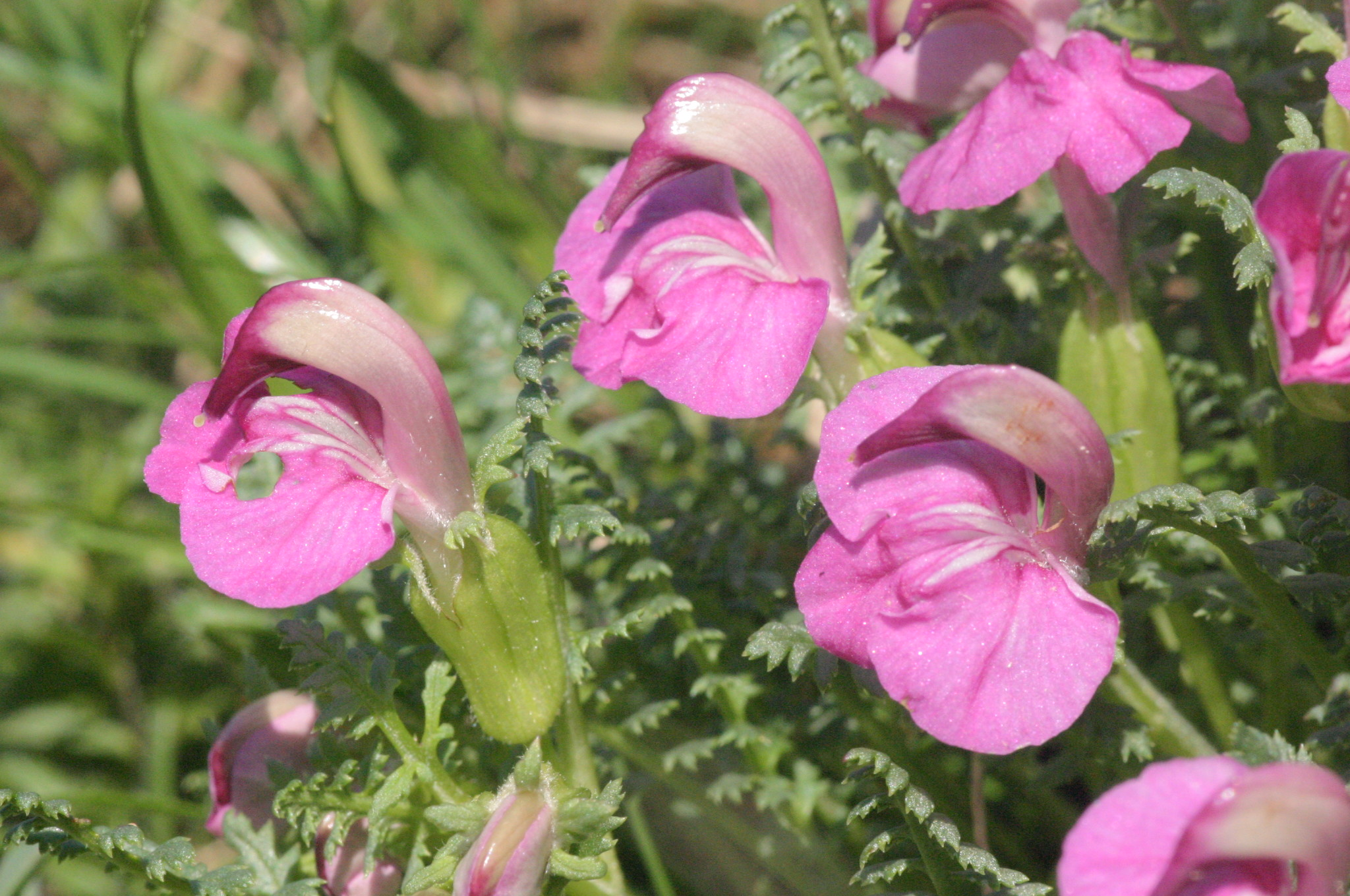
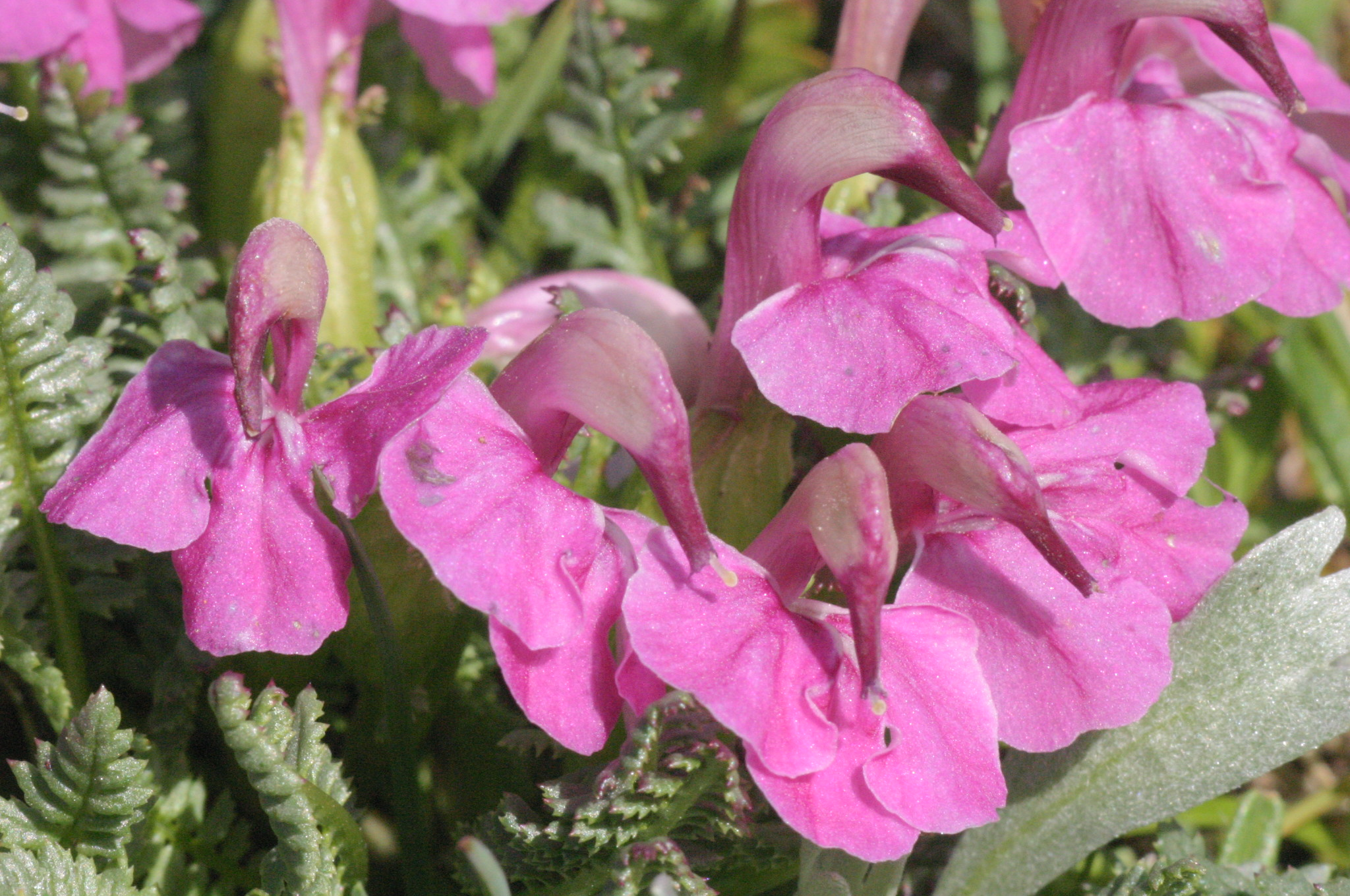
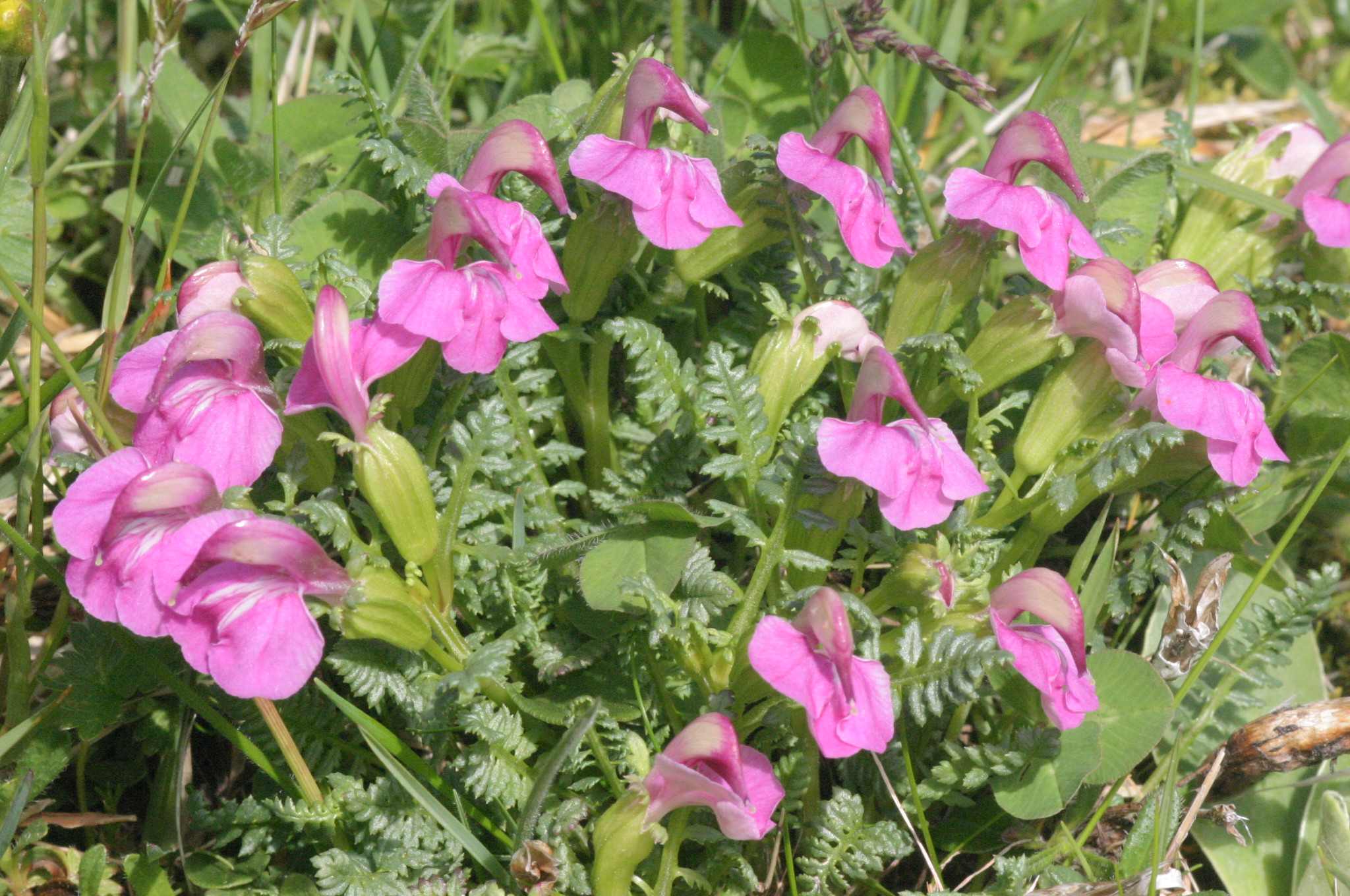
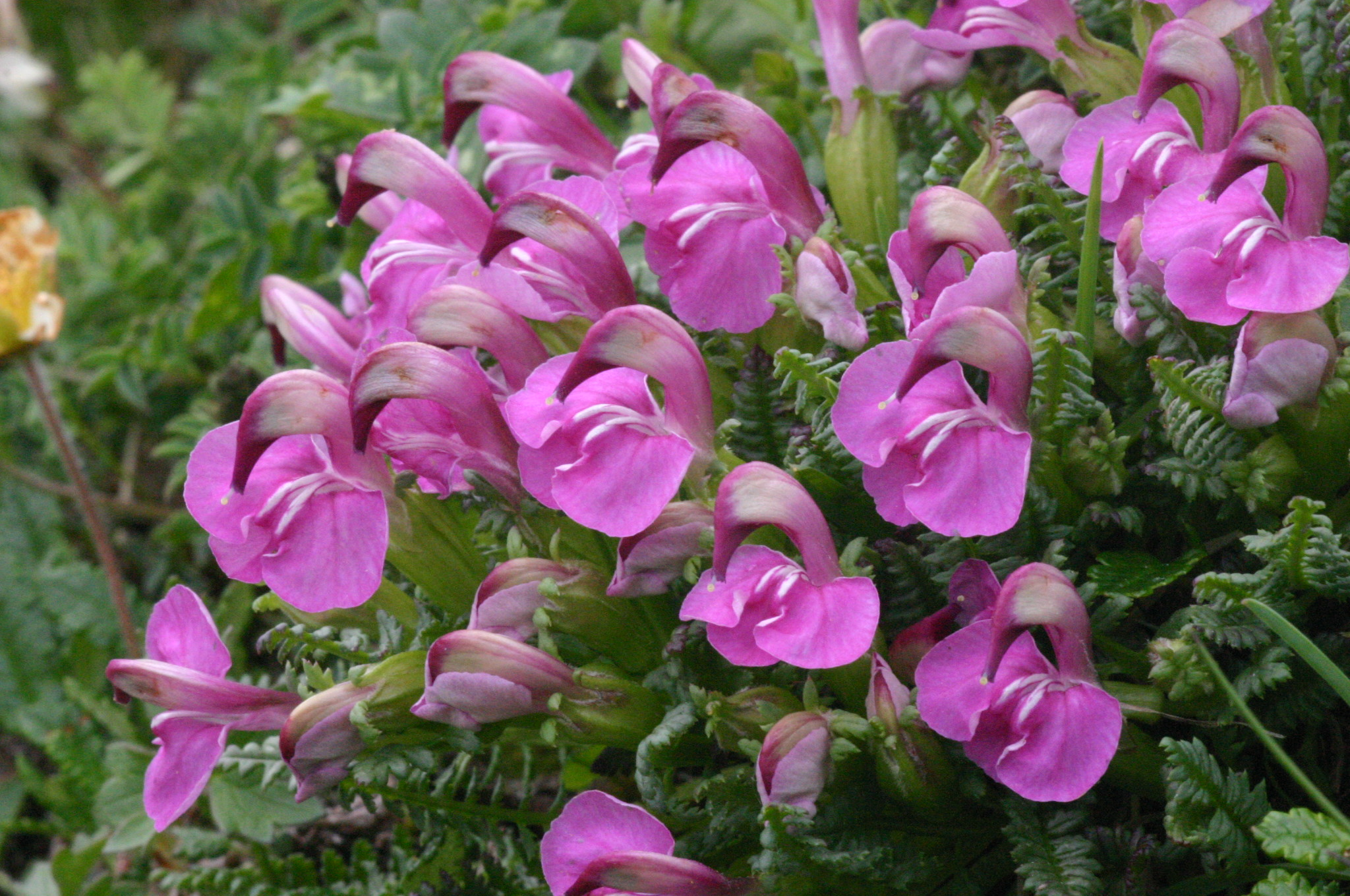